# Gare de Duveyrier
La gare de Duveyrier, ou gare de Zoubia, est une ancienne halte ferroviaire algérienne située dans l'actuelle localité de Zoubia (anciennement Duveyrier), dans la commune de Beni Ounif, dans la wilaya de Béchar.

## Situation ferroviaire
Établie à une altitude de 863,700 m, la gare est située au point kilométrique (PK) 609,900 de la ligne de Oued Tlelat à Béchar, où elle est précédée de l'ancienne gare de Hadjret M'Guil et suivie de l'anciene gare de Oued El Assi.

## Histoire
La gare est mise en service en 1901 lors de l'ouverture de la section de Aïn Sefra à Duveyrier de l'ancienne ligne à voie étroite d'Oran à Kenadsa via Saïda. Précédée de l'ancienne gare de Hadjret M'Guil et suivie de l'ancienne gare de Oued El Assi, elle était située au PK 609,900 de cette ligne,,.
Cette gare fait partie des gares fortifiées en Algérie construites par l'armée française entre 1881 et 1906 le long de la ligne entre Saïda et Béchar.

## Service des voyageurs

### Dessertes
En 2023, cette halte n'est pas desservie par les trains de la Société nationale des transports ferroviaires.